# Томас Ролланд Норріс
Томас Ролланд Норріс (англ. Thomas Rolland Norris) (нар. 14 січня 1944, Джексонвілл) — американський військовослужбовець, лейтенант сил спеціальних операцій ВМС США, кавалер Медалі Пошани, удостоєний вищої нагороди за героїчні дії в ході війни у В'єтнамі.

## Біографія
Томас Норріс народився 14 січня 1944 року в Джексонвіллі, штат Флорида. У 1967 році він закінчив Мерілендський університет і 27 вересня 1967 року був зарахований на курсантську програму підготовки льотчиків морської авіації ВМС США, але був змушений залишити програму через проблеми із зором. 3 січня 1968 року він отримав звання енсіна ВМС США та у 1969 році пройшов базову підготовку групи підводних підривників у класі 45 (Східне узбережжя) на базі Літтл-Крік, штат Вірджинія Його перше призначення було в команді SEAL 2 на військово-морській базі Літтл-Крік, де він пройшов інтенсивну підготовку для дій у В'єтнамі. У 1969—1970 роках проходив службу на території Південного В'єтнаму з групою річкового патрулювання у спеціальній зоні Рунг Сат. У 1971 році вдруге прибув для проходження служби у В'єтнам. Очолював командування військової допомоги В'єтнаму — Групу досліджень та спостережень (1 травня 1972 р. перейменовано на Стратегічне технічне управління Групи допомоги 158). Під час служби в цій таємній групі він брав участь у порятунку екіпажу тактичного бомбардувальника EB-66, який був збитий над Північним В'єтнамом у квітні 1972 року. За цей подвиг пізніше був нагороджений медаллю Пошани.
31 жовтня 1972 року він отримав майже смертельне вогнепальне поранення в голову, і в листопаді 1972 року його відправили назад до США для лікування. Після одужання від поранень лейтенант Норріс був звільнений з військово-морського флоту за медичними показаннями. У 1979 році розпочав роботу спеціальним агентом Федерального бюро розслідувань та був першим членом Групи порятунку заручників ФБР (HRT), коли її було створено в 1982 році. Норріс звільнився з ФБР у 1999 році.

### Офіційний текст нагородження Томаса Норріса медаллю Пошани
| «За видатну відвагу та хоробрість, виявлену із ризиком для власного життя при виконанні завдання під час виконання обов'язків радником SEAL у групі допомоги стратегічної технічної секції штаб-квартири Командування військової допомоги США у В'єтнамі. Протягом періоду з 10 по 13 квітня 1972 року лейтенант Норріс здійснив безпрецедентну наземну операцію з порятунку двох збитих пілотів, діючи глибоко в тилу щільно контрольованої ворожої території в провінції Куангчі. Лейтенант Норріс у ніч на 10 квітня очолював патруль із п'яти осіб, які потай пройшли 2000 метрів території під жорстким контролем противника, знайшовши одного зі збитих пілотів на світанку та повернувшись з ним на передову оперативну базу (FOB). 11 квітня, після нищівного мінометного та ракетного обстрілу передової оперативної бази, лейтенант Норріс очолював команду з трьох осіб, яка здійснила дві невдалі спроби порятунку другого пілота. Удень 12 числа передовий авіанавідник знайшов пілота та сповістив про це лейтенанта Норріса. Переодягнувшись у рибалок і використовуючи сампан, лейтенант Норріс і один в'єтнамець[en] рушили всю ніч і на світанку знайшли пораненого пілота. Накривши пілота бамбуком і рослинністю, вони почали зворотний шлях, успішно уникнувши північнов'єтнамського патруля. Наближаючись до передової оперативної бази, вони потрапили під шквальний кулеметний вогонь противника. Лейтенант Норріс викликав авіаційну підтримку, яка забезпечила придушення вогневих засобів противника та поставила димову завісу, що дозволило пошуково-рятувальній групі досягти передової оперативної бази. Своєю видатною демонстрацією рішучого лідерства, незламної мужності та самовідданості перед обличчям надзвичайної небезпеки лейтенант Норріс зміцнив найкращі традиції військово-морських сил США. Оригінальний текст (англ.) For conspicuous gallantry and intrepidity in action at the risk of his life above and beyond the call of duty while serving as a SEAL Advisor with the Strategic Technical Directorate Assistance Team, Headquarters, U.S. Military Assistance Command, Vietnam. During the period 10 to 13 April 1972, Lieutenant Norris completed an unprecedented ground rescue of two downed pilots deep within heavily controlled enemy territory in Quang Tri Province. Lieutenant Norris, on the night of 10 April, led a five-man patrol through 2,000 meters of heavily controlled enemy territory, located one of the downed pilots at daybreak, and returned to the Forward Operating Base (FOB). On 11 April, after a devastating mortar and rocket attack on the small FOB, Lieutenant Norris led a three-man team on two unsuccessful rescue attempts for the second pilot. On the afternoon of the 12th, a Forward Air Controller located the pilot and notified Lieutenant Norris. Dressed in fishermen disguises and using a sampan, Lieutenant Norris and one Vietnamese traveled throughout that night and found the injured pilot at dawn. Covering the pilot with bamboo and vegetation, they began the return journey, successfully evading a North Vietnamese patrol. Approaching the FOB, they came under heavy machine gun fire. Lieutenant Norris called in an air strike which provided suppression fire and a smoke screen, allowing the rescue party to reach the FOB. By his outstanding display of decisive leadership, undaunted courage, and selfless dedication in the face of extreme danger, Lieutenant Norris enhanced the finest traditions of the United States Naval Service.»[1] |

## Нагороди та відзнаки
| Відзнака SEAL                                          |   |                           |                                         |
| A light blue ribbon with five white five pointed stars |   | V · Gold star · Gold star |                                         |
|                                                        | V |                           | Bronze star                             |
|                                                        |   |                           | Bronze star · Bronze star · Bronze star |
| Gold star                                              |   |                           |                                         |
|                                                        |   |                           |                                         |
|                                                        |   |                           |                                         |

| Відзнака SEAL          |                                                                   |                                                            |                                                        |                                                               |
| 1-й ряд                | Медаль Пошани                                                     | Срібна Зірка                                               | Бронзова Зірка з літерою «V» та двома золотими зірками | Пурпурове серце                                               |
| 2-й ряд                | Похвальна медаль об'єднаних штабів та сил                         | Похвальна медаль ВМС з літерою «V»                         | Нашивка за участь у бойових діях                       | Президентська відзнака частині ВМС США з бронзовою зіркою     |
| 3-й ряд                | Подяка за похвальну службу частині ВМС                            | Відзнака за видатні заслуги ВМС США                        | Медаль «За службу національній обороні»                | Медаль «За службу у В'єтнамі» з трьома бронзовими зірками     |
| 4-й ряд                | Хрест «За хоробрість» із золотою зіркою                           | Медаль Честі збройних сил Південного В'єтнаму 2-го ступеня | Медаль «За службу в штабі» 2-го ступеня                | Хрест «За хоробрість підрозділу» з пальмовою гилкою та рамкою |
| 5-й ряд                | Медаль «За цивільні заслуги» частині з пальмовою гилкою та рамкою | Медаль «За В'єтнамську кампанію» з накладкою 60–           | Медаль За влучну стрільбу з гвинтівки                  | Медаль За влучну стрільбу з пістолета                         |
| Значок парашутиста ВМС |                                                                   |                                                            |                                                        |                                                               |